# 23 ventôse
23 pluviôse 23 germinal
Le tridi 23 ventôse, officiellement dénommé jour du cochléaria, est le 173e jour de l'année du calendrier républicain.
C'était généralement le 13e jour du mois de mars dans le calendrier grégorien.